# Campylorhynchus capistratus
El cucarachero dorsirrufo (Campylorhynchus capistratus), también denominado guacalchia, guacalchilla, huacalchia, huacalchilla,chocholpía,arrocero y matraca de espalda rufa, es una especie de ave paseriforme de la familia Troglodytidae propia de América Central. Anteriormente se consideraba una subespecie del cucarachero nuquirrufo.

## Distribución y hábitat
Se extiende por América Central, desde el extremo sur de México hasta Nicaragua y Costa Rica; distribuido también por Guatemala, El Salvador y Honduras. Su hábitat natural principal son las zonas de matorral tropical, aunque también se encuentra en los bosques tropicales montanos y costeros. 